# Nata (Botswana)
Nata ist ein Ort im Central District in Botswana.

## Geographie
Im Jahr 2011 hatte Nata 6714 Einwohner. Der Ort ist bis auf wenige öffentliche Gebäude ländlich strukturiert.
Durch Nata fließt der gleichnamige Fluss, der gelegentlich die Sua Pan, den nördlichen und östlichen Teil der Makgadikgadi-Salzpfannen, unter Wasser setzt. Die Umgebung Natas ist flach, das Klima arid. Maun liegt etwa 300 Kilometer westlich, Gweta 100 Kilometer westlich und Francistown rund 175 Kilometer südöstlich. Nach Kazungula im Nordnordwesten sind es rund 275 Kilometer.

## Geschichte
Der Bamangwato-Herrscher Sekgoma II. verbrachte bis 1920 mehrere Jahre seines Exils in Nata. 

## Wirtschaft und Infrastruktur
Nata liegt am Knotenpunkt der asphaltierten Fernstraßen A3, die in Ost-West-Richtung Francistown mit Maun verbindet, und der A33, die von Nata nach Kazungula und weiter nach Namibia führt. Westlich des Ortes befindet sich der Flugplatz Nata Airport, dessen ICAO-Code FBNT lautet.
Nata verfügt mit der Nata Clinic über eine Gesundheitsstation sowie mit der Nata Primary School und der 2011 eröffneten Nata Senior Secondary School über zwei Schulen.